# شيري باين
شيري باين (بالإنجليزية: Sherry Bain)‏ هي ممثلة أمريكية، ولدت في 26 مايو 1948 في لوس أنجلوس في الولايات المتحدة.

## وصلات خارجية
- شيري باين على موقع IMDb (الإنجليزية)
- شيري باين على موقع قاعدة بيانات الفيلم (الإنجليزية)